# Theodor Heyman
Theodor Heyman, född den 4 juli 1835 i Judiska församlingen i Göteborg, död där den 24 september 1905, var en svensk grosshandlare verksam i Göteborg.

## Biografi
Efter avslutade studier vid Göteborgs handelsinstitut började han sin bana som handlande. Tillsammans med L. Meyerson bildades 1859 firman L. Meyerson & Co och fem år senare startade han en egen firma: Theodor Heyman & Co. Den handlade främst med bomullsvaror tillverkade av Rosenbergs mekaniska bomullsväveri i Mölndal, men även olika fabrikat av linne-, ylle- och bomullsgarner. Meyerson var mycket intresserad av frihamnsfrågan och blev ordförande i det 1895 bildade Frihamnssällskapet. 
Theodor Heymans föräldrar var grosshandlaren Edvard Salomon Heyman (1827-1881) och Fredrika Heyman. Han gifte sig 1862 med Hilda Davidson och de fick en son och tre döttrar, däribland Jenni Lagerberg och Anna, porträtterad av Ernst Josephson i Fröken Anna Heyman, gift Bagge.